# Juan Orellana
Juan Ginés Orellana (Burruyacú, 1º maggio 1997) è un calciatore argentino, difensore del San Martín (T).

## Caratteristiche tecniche
È un terzino destro.

## Carriera
Cresciuto nel settore giovanile del San Martín (T), ha esordito in prima squadra il 7 marzo 2019 disputando l'incontro di Copa Argentina vinto ai rigori contro l'Agropecuario.